# Yonel Govindin
Yonel Govidin (20 november 1993) is een Frans zwemmer die is gespecialiseerd in de vrije slag en de vlinderslag. 

## Biografie
Op de Europese kampioenschappen zwemmen 2018 eindigde Govidin 14e op de 50 meter vrije slag.

## Internationale toernooien
| Jaar | Olympische Spelen | WK langebaan  | WK kortebaan | EK langebaan                           | EK kortebaan |
| ---- | ----------------- | ------------- | --- | -------------------------------------- | --- |
| 2015 |                   | geen deelname | |                                        | 43e 50m vrije slag 34e 50m vlinderslag 18e 4x50m wisselslag 12e 4x50m vrije slag gemengd 12e 4x50m wisselslag gemengd |
| 2016 | geen deelname     |               | 23e 50m vrije slag · 41e 50m vlinderslag · 4e 4x50m vrije slag · 4x100m vrije slag · Govidin zwom enkel in de series · 9e 4x50m wisselslag · 4e 4x50m vrije slag gemengd · Govidin zwom enkel in de series · 12e 4x50m wisselslag gemengd | geen deelname                          | |
| 2017 |                   | geen deelname | |                                        | geen deelname |
| 2018 |                   |               | 11-16 december | 14e 50m vrije slag 41e 50m vlinderslag | |

## Persoonlijke records
Bijgewerkt tot en met 26 augustus 2018
Kortebaan
| Afstand         | Tijd  | Datum            | Plaats |
| --------------- | ----- | ---------------- | ------ |
| 50m vrije slag  | 21,63 | 18 november 2016 | Angers |
| 50m vlinderslag | 23,83 | 19 november 2016 | Angers |

Langebaan
| Afstand         | Tijd  | Datum         | Plaats        |
| --------------- | ----- | ------------- | ------------- |
| 50m vrije slag  | 22,13 | 27 mei 2018   | Saint-Raphael |
| 50m vlinderslag | 23,87 | 31 maart 2015 | Limoges       |